# فابيان سيبوت
فابيجان سيبوت (بالسلوفينية: Fabijan Cipot)‏ (ولد في 25 أغسطس 1976 في موسكا سوبوتا) هو مدافع سلوفيني دولي لكرة القدم سابق.

## المسيرة الرياضية مع الأندية
بدأ سيبوت مسيرته في نادي بلدة باكوفتشي. عندما كان صغيرا انتقل إلى مورا القريبة. قام بأول ظهور له مع مورا في 7 مايو 1997 في دوري سلوفينيا لكرة القدم أمام رودار فيلينيه. في الموسم التالي أصبح لاعب أساسي في تشكيلة الفريق. في يناير 2000 غادر مورا ووقع مع ماريبور. قضى هناك أربعة مواسم قبل أن ينتقل إلى قطر بالانضمام إلى السد ثم العربي. بعد ثلاثة مواسم في قطر عاد إلى أوروبا. انتهت فترة التجربة في صيف عام 2005 في النادي النرويجي بران بإصابة ثقيلة عانى منها في مباراة ودية مع برمنغهام سيتي. عاد في ربيع عام 2006 ولعب لنافتا ليندافا. في صيف عام 2006 وقع مع ماريبور. بعد مرور عام في ماريبور انتقل إلى لوزيرن السويسري. في فبراير 2008 غادر لوزيرن ووقع مع رودار فيلينيه. في يونيو 2011 غادر رودار فيلينيه ووقع عقد مع مورا 05.

## المسيرة الرياضية مع المنتخب
لعب 26 مباراة دولية لصالح منتخب سلوفينيا بين عامي 1999 و2007.